# Two Vines
 (mai 2018).
Albums de Empire of the Sun
Ice on the Dune
Singles
1. High And Low
2. Two Vines

Two Vines est le troisième album du groupe de musique australien Empire of the Sun, édité en  2016.

## Contexte
L'album est sorti le 28 octobre 2016.

## Liste des pistes
| No  | Titre              | Durée |
| --- | ------------------ | ----- |
| 1.  | Before             | 4:04  |
| 2.  | High And Low       | 3:44  |
| 3.  | Two Vines          | 3:49  |
| 4.  | Friends            | 3:20  |
| 5.  | There's No Need    | 3:28  |
| 6.  | Way To Go          | 3:12  |
| 7.  | Ride               | 4:07  |
| 8.  | Digital Life       | 4:02  |
| 9.  | First Crush        | 4:10  |
| 10. | ZZZ                | 3:10  |
| 11. | To Her Door        | 3:55  |
| 12. | Keystone           | 2:31  |
| 13. | Lend Me Some Light | 3:29  |
| 14. | Welcome To My Life | 4:01  |